# O fantu, ki je z mačkami oral
O fantu, ki je z mačkami oral je ljudska pravljica, ki je bila prvič objavljena v Ljubljanskem zvonu leta 1884, leta 1889  v zbirki Frana Nedeljka z naslovom Pravljice in pripovedke za mladino, kasneje pa je našla svoj prostor v različnih zbirkah slovenskih ljudskih pravljic. 

## Vsebina
Oče je imel tri sinove, starejša sta se pridno učila medtem ko je mlajši raje ostal doma ter z mačkami oral za pečjo (posedal ob peči). Ko je mladenič šel nekega večera stražit seno na travnik, so ga obiskali trije konji: bakren, srebrn in zlat in ker jim je dovolil jesti seno so mu v zameno podarili bakreno, srebrno ter zlato uzdo, ter mu naročili naj se v stiski spomni nanje. Čez nekaj časa je kralj oznanil, da bo svojo hčer dal tistemu, ki bo med jezdenjem ujel prstan, ki ga bodo vrgli skozi okno. Mladenič je na skrivaj odšel tekmovat za prestol, pr čemer so mu pomagali trije konji. Opravil je vse naloge in tako postal kralj. Mladenič je ves čas le posedal na peči in se tudi vojskovati ni hotel zato je v vojsko odšel stari kralj. Ker je šlo kralju slabo je mladenič na skrivaj odšel v vojsko, da bi mu pomagal. V bojih je zmagoval, pri čemer so mu pomagali trije konji. Kralj je z zvijačo ugotovil kdo je ta, ki se tako dobro vojskuje. Kralj je mladeniča prepoznal, ta pa mu je zaupal zgodbo o konjih, ki so mu pomagali.

## Analiza
Ta pravljica, glede na tip ljudskih pravljic, spada med čudežne pravljice, saj v zgodbi nastopajo čudežni pripomočki (zlata, srebrna, bakrena uzda). Tema pravljice je iznajdljivost in skromnost na videz brezbrižnega in lenega mladeniča, ki s pomočjo pravljičnih bitij postane kralj. Motivi, ki se pojavljajo v pravljici, so v slovenskih ljudskih pravljicah pogosti, ti motivi so npr.: motiv treh bratov, motiv revnega mladeniča, ki postane kralj, motiv mačehe, motiv bojevanja za prestol,... V pravljici se pojavlja tudi simbolika in sicer v besedni zvezi »z mačkami orati«, ki je simbol za brezdelje, lenarjenje.

## Notranja zgradba pravljice
Pripovedovalec v pravljici je vsevedni in tretjeosebni. Literarni liki so nedoločeni, nimajo imen in so tipizirani, in sicer: hudobna mačeha; mogočni kralj; samovšečna, izbirčna kraljična; iznajdljiv mlajši sin, ki ga imajo za tepca,... Perspektiva literarnega dela je pravljična, saj vsebuje tipične prvine pravljice. Kraj in čas dogajanja sta nedoločena, dogaja se nekje in nekoč. Takšen je tudi začetek, ki je tipičen za pravljice: »Nekoč je živel oče, ki je imel tri sinove.« In prav tako je tipičen tudi  konec: »Fant je ostal v graščini in tukaj kraljeval do smrti.« Za zgradbo dogajanja je značilno ponavljanje; vsi dogodki se ponovijo trikrat (trije obiski konjev, tri bojevanja za prestol, tri vojskovanja). Prav tako pa so prisotna tudi pravljična števila, pojavlja se predvsem število tri (trije sinovi; trije konji; tri uzde; trije predmeti, ki jih je moral bodoči kralj zbrati; tri vojskovanja; kralj je izgubil tri dežele …). Elementi, ki so značilni za pravljice so tudi pravljična bitja, ter čarobni predmeti, tako se pojavljajo: zlat, srebrn in bakren konj, tri čarobne uzde ter zlato jabolko. Tudi narava v pravljici je vsemogočna, saj se ljudje spremenijo v konje in se ponovno vrnejo v človeško podobo.